# Edie Falco
Edith Falco (nascuda el 5 de juliol de 1963) és una actriu estatunidenca. És més coneguda per interpretar a Carmela Soprano a la sèrie de HBO The Sopranos (1999–2007) i a la infermera Jackie Peyton a la sèrie Showtime Nurse Jackie (2009–2015). També va interpretar Diane Whittlesey al drama de la presó d'HBO Oz (1997–2000).
El 2016, va interpretar a Sylvia Wittel a la sèrie web Horace and Pete. El 2017, va interpretar l'advocada defensora Leslie Abramson a la primera temporada de la sèrie Law & Order True Crime. El treball cinematogràfic de Falco inclou papers principals a Laws of Gravity (1992), pel qual va ser nominada al Premi Independent Spirit a la millor protagonista femenina i Judy Berlin (1999), i papers secundaris en pel·lícules com Sunshine State (2002), Freedomland (2006). ), Còmic (2016) i Avatar: El camí de l'aigua (2022). Pel seu paper a l'espectacle de Broadway de The House of Blue Leaves el 2011, va obtenir una nominació al premi Tony a la millor actriu destacada en una obra de teatre.
Falco ha guanyat dos premis Globus d'Or (d'onze nominacions) i quatre premis Emmy (de catorze nominacions), tots per actuacions individuals.